# St. Odilia (Dausfeld)

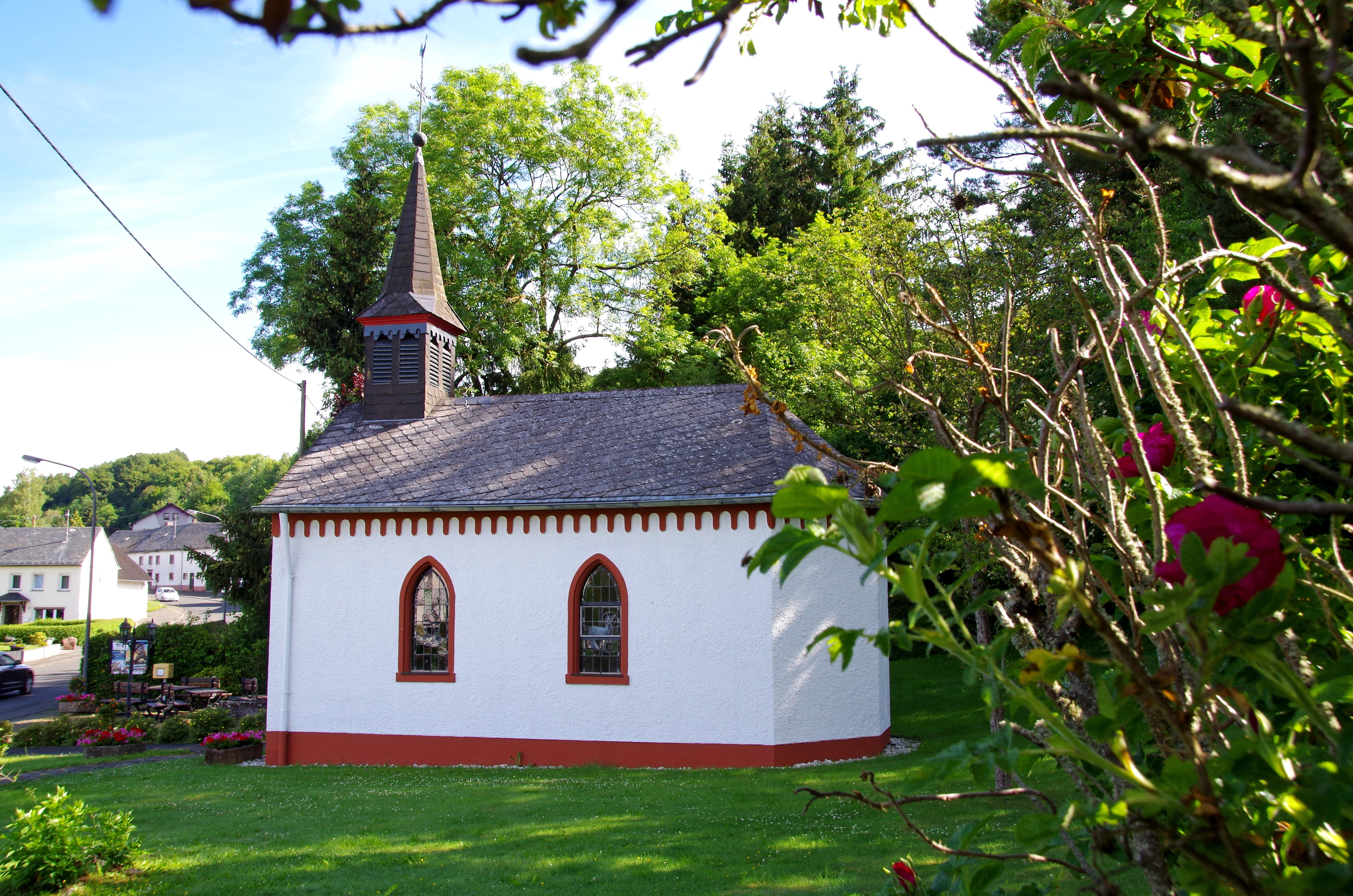
St. Odilia (Dausfeld)

Die Kapelle St. Odilia ist die römisch-katholische Filialkirche in Dausfeld, Ortsteil von Prüm, im Eifelkreis Bitburg-Prüm in Rheinland-Pfalz. Die Kirche gehört zur Pfarrei Weinsheim in der Pfarreiengemeinschaft Prüm im Dekanat St. Willibrord Westeifel im Bistum Trier.

## Geschichte
Die historisch zweite Dausfelder Kapelle von 1848 wurde 1978 abgerissen und an anderer Stelle neu errichtet. Es handelt sich um einen kleinen Saalbau mit Dachreiter und flacher Holzdecke. Die Kapelle ist zu Ehren der heiligen Odilia von Köln geweiht.

## Ausstattung
Die beiden 1991 erworbenen neuen Glocken sind Odilia und Josephine gewidmet.